# Paulo Zarzur
Paulo Zarzur (São Paulo, 28 de novembro de 1941) é um político brasileiro. Empresário do setor imobiliário, foi Deputado federal por São Paulo (estado) na legenda do PMDB de 1983 a 1991. Participou como deputado na Assembleia Nacional Constituinte de 1987.

## Vida Política
Iniciou suas atividades políticas em novembro de 1982, elegendo-se deputado federal por São Paulo, pelo Partido do Movimento Democrático Brasileiro (PMDB) com cerca de 81.283 votos. Em 1983 participou das atividades legislativas como titular da Comissão de Transportes e suplente das comissões de Comunicação e do Interior.
Foi reeleito em 1986, com uma das campanhas mais caras do estado, financiada com recursos do setor imobiliário. Em fevereiro de 1987, quando se iniciaram os trabalhos da Assembleia Nacional Constituinte de 1987, integrou como titular a Subcomissão da Questão Urbana e Transporte e a Comissão da Ordem Econômica e, como suplente, a Subcomissão dos Direitos Políticos, dos Direitos Coletivos e Garantias, da Comissão da Soberania e dos Direitos e Garantias do Homem e da Mulher.
Durante as votações em que esteve presente (faltou a 42% das sessões), Zarzur quase sempre acompanhou as teses defendidas pelo Centrão, bloco suprapartidário integrado por parlamentares de orientação conservadora que ajudou a fundar.  Em discussões sobre a adoção do novo sistema de governo, manifestou-se a favor do presidencialismo.
Entre as propostas defendidas por Zarzur, se destacam a pena de morte, à manutenção da unicidade sindical, à limitação dos juros reais em 12% ao ano e ao mandato de cinco anos para o presidente José Sarney. Também foi redator de propostas de emendas ao Projeto de Constituição Federal, em particular do Artigo 300, em que argumentava a favor de uma "repressão ao abuso de poder econômico  que tenha por fim dominar os  mercados  nacionais, eliminar a concorrência e aumentar arbitrariamente os lucros." 
Após a promulgação da Constituição Federal de 1988, em 5 de outubro de 1988, voltou a participar dos trabalhos legislativos ordinários na Câmara dos Deputados. Ainda candidato à reeleição pelo PMDB em outubro de 1990, não conseguiu se eleger. Com isso, deixou a Câmara em janeiro de 1991, ao final da legislatura.